# Matthew (album)
Matthew è il quinto album solista del rapper statunitense Kool Keith, pubblicato il 25 luglio 2000 e distribuito da Threshold e Funky Ass Records. Bumpy Knuckles è tra i pochi artisti ospiti del disco.
| Recensione       | Giudizio |
| ---------------- | -------- |
| AllMusic         | [ 1 ]    |
| Robert Christgau | **       |
| RapReviews       | [ 3 ]    |

## Tracce
1. F-U M.F. – 2:50 (musica: Kool Keith)
2. 27 Shots – 3:18 (musica: Kool Keith)
3. Errand Boy – 0:51 (musica: Kool Keith)
4. Operation Extortion – 3:13 (musica: Kool Keith)
5. Baddest M.C. – 3:10 (musica: Kool Keith)
6. Extravagant Traveler – 3:46 (musica: Kool Keith)
7. Recoupment – 1:04 (musica: Kool Keith)
8. I Don't Believe You – 3:03 (musica: Kool Keith)
9. Lived In The Projects – 3:00 (musica: Kool Keith)
10. Keith N Bumpy (featuring Bumpy Knuckles) – 3:26 (musica: Kool Keith)
11. The Set Up – 0:32 (musica: Kool Keith)
12. Shoes N Suits – 3:52 (musica: Kool Keith)
13. Diamonds – 3:48 (musica: Kool Keith)
14. Sweet Unique Pete (featuring Black Silver) – 2:54 (musica: Kool Keith)
15. Do You Masturbate? – 0:31 (musica: Kool Keith)
16. Back Stage Passes – 3:19 (musica: KutMasta Kurt)
17. Mad Man Departure – 2:25 (musica: Kool Keith)

Durata totale: 45:02

## Classifiche
| Classifica (2000)     | Posizione massima |
| --------------------- | ----------------- |
| US Heatseekers Albums | 47                |
| US Independent Albums | 36                |